# Letter 2 My Unborn
«Letter 2 My Unborn» — другий сингл американського репера Тупака Шакура з його посмертного альбому Until the End of Time. На пісню існує відеокліп. Як семпл використано «Liberian Girl», хіт Майкла Джексона 1989 року, з більшим темпом. Жіночий бек-вокал: Тена Джонс з 4th Avenue Jones.

## Зміст
У пісні Тупак розповідає своїй майбутній (вигаданій) дитині історії з власного життя, радить уникати неприємностей, з якими реперу довелося зіткнутися самому.

## Список пісень
12"
1. «Letter 2 My Unborn» — 3:55
2. «Letter 2 My Unborn» (instrumental) — 3:55
3. «Hell 4 a Hustler» — 4:56

Промо
- Сторона А

1. «Letter 2 My Unborn» — 3:57
2. «Letter 2 My Unborn» (instrumental) — 3:57
3. «Letter 2 My Unborn» (a cappella) — 3:56

- Сторона Б

1. «Niggaz Nature» (remix) (radio edit) — 3:45
2. «Niggaz Nature» (remix) — 5:04
3. «Niggaz Nature» (remix) (instrumental) — 5:08
4. «Niggaz Nature» (remix) (a cappella) — 4:57

## Чартові позиції
| Чарт (2001)                               | Найвища позиція |
| ----------------------------------------- | --------------- |
| Бельгія (Ultratop Flanders)               | 2               |
| Велика Британія (Official Charts Company) | 21              |
| Нідерланди (Mega Single Top 100)          | 61              |
| Німеччина (Media Control AG)              | 76              |
| США (Hot R&B/Hip-Hop Songs) (Billboard)   | 64              |